# Camilla Hällgren
Maria Erika Camilla Hällgren, född 20 februari 1973 i Umeå, är en svensk konstnär och docent i pedagogiskt arbete. 
Hon arbetar som fotokonstnär och forskare vid Umeå universitet. I sina fotografier utforskar hon vad det kan betyda att vara människa. Det finns ett särskilt fokus på relationer, makt och föreställningar om det feminina och maskulina. Bildernas perspektiv är närgånget och de framställs med hjälp av makroteknik. Hennes arbete finns representerat hos Statens konstråd. 

## Utställningar
- 2015 Konsthallen i Sliperiet, Borgvik. 2 maj – 27 september. Grupputställning.
- 2014 Jurybedömd utställning: Länssalongen i Västerbottens museum.[2]
- 2014 Jurybedömd utställning: Länssalongen i Skellefteå konsthall
- 2014 Grupputställning med Sören Sandström i Skellefteå konsthall
- 2013 Little Sweden: Invisible Girl. Ersboda bibliotek. Umeå[3]
- 2012-2013 Eskilstuna Fine Arts Museum. Collection of art bought by Eskilstuna municipality in 2012. Eskilstuna
- 2012 Little Sweden: Invisible Girl. Tegs bibliotek. Umeå[4]
- 2012 Mama Said: The Artworks and Artifacts of Wise Women. Curated and juried by Idaho State University and the Janet C. Anderson Gender Resource Center.
- 2010 Lilla Galleriet i Umeå
- 2009 Biblioteket i Holmsund
- 2009 Biblioteket i Obbola